# Bolitoglossa paraensis
Bolitoglossa paraensis är en groddjursart som först beskrevs av Walter Unterstein 1930.  Bolitoglossa paraensis ingår i släktet Bolitoglossa och familjen lunglösa salamandrar. IUCN kategoriserar arten globalt som otillräckligt studerad. Inga underarter finns listade.